# Tokajík
Tokajík é um município da Eslováquia, situado no distrito de Stropkov, na região de Prešov. Tem 8,24 km² de área e sua população em 2018 foi estimada em 98 habitantes.

## Demografia
| Ano:        | 1994 | 2004    | 2014   | 2024   |
| ----------- | ---- | ------- | ------ | ------ |
| Broj ljudi: | 135  | 111     | 103    | 95     |
| Razlika:    |      | -17,77% | -7,20% | -7,76% |

| Ano:               | 2023 | 2024   |
| ------------------ | ---- | ------ |
| Número de pessoas: | 96   | 95     |
| Diferença:         |      | -1,04% |